# Amatitlán (Veracruz)
Amatitlán es una localidad del estado mexicano de Veracruz. Es cabecera del municipio de Amatitlán.

## Demografía
| Censo | Población |
| ----- | --------- |
| 1900  | 703       |
| 1910  | 2486      |
| 1921  | 749       |
| 1930  | 831       |
| 1940  | 821       |
| 1950  | 965       |
| 1960  | 1267      |
| 1970  | 1424      |
| 1980  | 2053      |
| 1990  | 1484      |
| 1995  | 1403      |
| 2000  | 1328      |
| 2005  | 1288      |
| 2010  | 1251      |
| 2020  | 1314      |